# 穆瓦萨讷
穆瓦萨讷（法語：Moissannes，法語發音：[mwasan]）是法国新阿基坦大区上维埃纳省的一个市镇，属于利摩日区。

## 地理
穆瓦萨讷（45°52'30"N, 1°33'54"E）面积24.64 平方千米，位于法国新阿基坦大区上维埃纳省，该省份为法国中西部省份，北起顺时针与安德尔省、克勒兹省、科雷兹省、多爾多涅省、夏朗德省和维埃纳省接壤。
与穆瓦萨讷接壤的市镇（或旧市镇、城区）包括：维日河畔索维亚、勒沙特内昂多尼翁、欧里亚、尚内特里、圣莱奥纳尔德诺布拉。

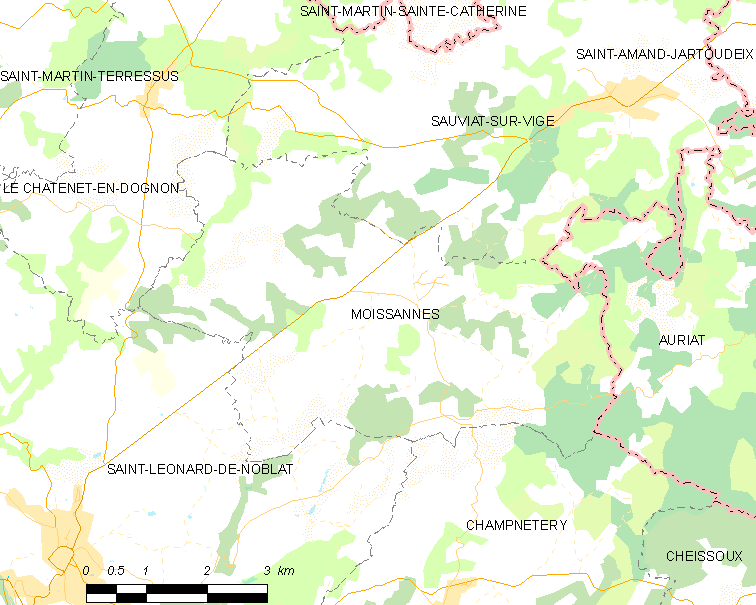
穆瓦萨讷的OSM定位图

穆瓦萨讷的时区为UTC+01:00、UTC+02:00（夏令时）。

## 行政
穆瓦萨讷的邮政编码为87400，INSEE市镇编码为87099。

## 政治
穆瓦萨讷所属的省级选区为圣莱奥纳尔-德诺布拉县。

## 人口

1962-2008年间穆瓦萨讷人口变化图示

穆瓦萨讷于2022年1月1日时的人口数量为328人。